# Морска вода
Морска вода е водата в моретата и океаните. Тя е солена, като средната соленост на Световния океан е около 34,72‰, с отклонения от 34 до 36‰. Това означава, че във всеки литър морска вода са разтворени 35 грама соли (основно натриев хлорид). Това съставлява 0,6 мола на литър (при предположение, че всички соли са NaCl, което всъщност не е точно така).

## Свойства

### Соленост
Солеността на водата в океаните почти повсеместно е близка до 35‰, но водата в моретата има неравномерно разпределена соленост. Най-малко солена е водата във Финския залив и северната част на Ботническия залив, които са част от акваторията на Балтийско море. Солеността на Черно море (около 17 ‰) също е значително по-ниска от средната в океаните. Най-солена е водата на Червено море и в източната част на Средиземно море. Солените езера, като Мъртво море, могат да имат значително по-високо съдържание на соли.
Морската вода е слабо алкална, като pH-то варира в границите от 7,5 до 8,4. Относително високата стабилност на pH е свързана с наличието на карбонатна буферна система. По-малко значение за поддържането на pH има боратната система. Най-високо е значението на pH на морската повърхност, с увеличаване на дълбочината то намалява. В опреснени участъци големината на pH може да намалее до неутрална и дори леко кисела.
| Елемент  | %      | Елемент  | %      |
| -------- | ------ | -------- | ------ |
| Кислород | 85,7   | Сяра     | 0,0885 |
| Водород  | 10,8   | Калций   | 0,04   |
| Хлор     | 1,9    | Калий    | 0,0380 |
| Натрий   | 1,05   | Бром     | 0,0065 |
| Магнезий | 0,1350 | Въглерод | 0,0026 |

| Компонент | Концентрация (мол/кг) |
| H2O       | 53,6                  |
| Cl−       | 0,546                 |
| Na+       | 0,469                 |
| Mg2+      | 0,0528                |
| SO2− 4    | 0,0283                |
| Ca2+      | 0,0103                |
| K+        | 0,0102                |
| C         | 0,00206               |
| Br−       | 0,000844              |
| B         | 0,000416              |
| Sr2+      | 0,000091              |
| F−        | 0,000068              |
| Au3+      | 0,00000000002         |

### Биогенни вещества
Биогенните вещества участват в създаването на органични съединения в процеса на фотосинтеза. Към тях се отнасят фосфорът, неорганичните съединения на азота и силицият. Важна роля играят металите, които се срещат в минимални количества (като следи).
Съдържанието на биогенни вещества в морската вода е непостоянно и зависи от мястото, дълбочината и времето на вземане на проба. Обикновено тяхното съдържание при повърхността е минимално, нараства до максимум на дълбочина 1000 – 1500 метра и след това отново плавно намалява. Съдържанието на фосфати може рязко да се повиши на океанското дъно.
Обогатената с биогени вода може да се издигне на повърхността поради явлението „подем на дълбочинните води“ (на английски: upwelling).

### Разтворени газове
При контакта си с атмосферата морската вода обменя с въздуха газовете, които съдържа: кислород, азот и въглероден диоксид. Те попадат в нея в резултат на химическите и биологичните процеси в океана. Известно количество газове се внасят и от речните води.
Количеството газове, разтворени в морската вода, зависи от тяхната разтворимост и от парциалното им налягане във въздуха. С повишаването на температурата разтворимостта на газовете намалява и съответно намалява съдържанието им в морската вода.
Съотношението на разтворените кислород и азот в морската вода е различно от съотношението им в атмосферата. Поради по-добрата разтворимост на кислорода неговата концентрация във водата е по-голяма и затова съотношението му с азота е 2:1.
В анаеробни условия във водата може да се натрупва сероводород – например, в Черно море на дълбочина над 200 метра.

### Физически свойства
Плътността на морската вода е в рамките на 1020 до 1030 kg/m³ и зависи от температурата и солеността. При соленост над 24 ‰, температурата на максималната плътност става по-ниска от температурата на замръзване. При охлаждане морската вода винаги се свива и плътността ѝ нараства.
| Свойство                                      | Морска вода                 | Прясна вода |
| --------------------------------------------- | --------------------------- | ----------- |
| Плътност при 25 °C, g/cm3:                    | 1,02412                     | 0,9971      |
| Вискозитет при 25 °C, милипоаза:              | 9,02                        | 8.90        |
| Налягане на парите при 20 °C, mm Hg:          | 17,4                        | 17,34       |
| Температура на максимална плътност, °C:       | −3,52 (преохладена течност) | +3,98       |
| Точка на замръзване, °C:                      | −1,91                       | 0,00        |
| Повърхностно напрежение при 25 °C, дин/см:    | 72,74                       | 71,97       |
| Скорост на звука при 0 °C, m/s:               | 1450                        | 1407        |
| Относителна топлоемкост при 7,5 °C, J/(g·°C): | 3,898                       | 4,182       |

## Непригодност за пиене
Морската вода е негодна за пиене поради високото съдържание на соли и минерални вещества, за чието извеждане от организма е необходима повече вода от изпитото количество. Тя обаче може да се пие след процес по опресняване.
През 1950-те години френският лекар и пътешественик Ален Бомбар доказва експериментално, че може да се пие морска вода в малки количества в продължение на 5 – 7 дни без вреда за здравето .